# Campanha de Vicksburg
A Campanha de Vicksburg (26 de Dezembro de 1862 a 04 de Julho de 1863) foi uma série de operações conduzidas pelo Exército do Tennessee e da marinha dos Estados Unidos da América contra a cidade-fortaleza confederada de Vicksburg (Mississippi). Foi uma das ações mais importantes da frente ocidental da Guerra Civil dos EUA, com efeitos decisivos para o desfecho do conflito.
A campanha compreendeu 11 batalhas, múltiplas manobras importantes de tropas terrestres, diversas operações navais e grandes obras de engenharia visando conseguir navegabilidade em águas rasas. Terminou com a rendição de quase 30 000 soldados confederados do Exército do Mississippi, sob Ten. Gen. John C. Pemberton, após um prolongado cerco.

## Chickasaw Bayou e Arkansas Post
Em Novembro de 1862, Maj. Gal. William T. Sherman recebeu de Grant ordem de levantar marcha com as tropas estacionadas em Memphis e Helena para operações contra Vicksburg. Nessa empreitada contaria com o suporte da flotilha fluvial do Almirante David Dixon Porter.
Ao receber a notícia de que em breve seria posto sob comando de John McClernand, um político nomeado general cuja competência questionava, Sherman apressou-se lançar a ofensiva enquanto ainda preservava a independência. Em 27 e 28 de Dezembro, Sherman tentou dois assaltos contra a formidável posição defensiva dos confederados em Chickasaw Bayou. Foi repelido com facilidade, perdendo quase 1 800 dos seus 32 000 homens. Os 14 000 defensores tiveram apenas 200 baixas.
Em 12 de Janeiro, Sherman, já sob comando de McClernand, tomou as fortificações confederadas em Arkansas Post, numa operação cujo principal intuito parecia ser salvar a honra após a derrota anterior. Não obstante, a imprensa foi violentamente crítica, ventilando a suposta irascibilidade dos ataques contra posições inexpugnáveis em Chickasaw Bayou.

## Operações de Grant contra Vicksburg
No fim de Janeiro de 1863, Ulysses Grant substitui McClernand no comando direto das operações contra Vicksburg. Encontra as tropas da União estacionadas em Young's Point, na margem direita do Mississippi, com a cidade de Vicksburg imediatamente a frente, na margem oposta. Mas o rio era controlado pelos canhões do forte confederado, tornando a travessia virtualmente impossível. A artilharia naval do Alm. Dixon pouco podia ajudar, pois os seus canhões não permitiam elevação suficiente para atingir o forte postado na margem alta do rio.
Sherman advogava a retirada para Memphis para posterior ataque pelo norte, solução que do ponto de vista militar fazia sentido. Mas Grant, sabia que qualquer movimento retrogrado corroeria o seu suporte político.
Então, Grant empreende diversas iniciativas que acabaram por fracassar. Ordena escavação de um canal através da Península de Louisiana, para atravessar o rio longe da artilharia rebelde e desembarcar no solo seco ao sul. O projeto falha por problemas de engenharia. Tenta contornar o flanco direito confederado, mas o terreno impassável e a defesa confederada o fazem retornar.
Finalmente Grant, sob o protesto de seus principais subordinados (nominalmente James McPherson, John Logan, James Wilson e Sherman), opta por uma manobra arriscada: atravessar barcaças com os soldados passando frente a fortaleza, sob cobertura da escuridão. Na noite do dia 16 de Abril a operação foi executada com sucesso absoluto. As tropas da União desembarcam em Grand Gulf, realizando uma completa surpresa estratégica. Pemberton, que esperava ataque pelo norte deixou o seu flanco esquerdo fracamente defendido.
Grant então toma uma medida ainda mais ousada: numa ação sem precedentes, abandona a margem do rio com rações para apenas 5 dias, optando por viver da terra. Assim, coloca o grosso do exército inimigo entre si e a sua base de suprimentos.  Sherman foi enviado para o norte, onde faria demonstrações em Haynes's Bluff, distraindo Pemberton das forças principais de Grant. Em 29 de Abril, partiu para reencontrar Grant.
Após ser derrotado por Grant na Champion Hill, Pemberton começou a sua retirada para Vicksburg, com Exército do Tennessee buscando interceptá-lo. Sherman recebe missão de contornar o flanco confederado pelo norte, mas não obteve sucesso. Em 18 de Maio os 31 000 confederados conseguiram abrigar-se na fortaleza de Vicksburg. A cidade foi cercada, e as linhas de suprimento da União restabelecidas. Em 19 e 22 de Maio Grant tentou assaltos diretos às formidáveis fortificações de Pemberton, mas foi repelido com grandes perdas. Então, optou pelo sítio, enviando Sherman em 22 de Junho para estabelecer uma linha defensiva contra as tropas de Joseph Johnston que poderiam vir do leste em socorro à cidade cercada. O prolongado cerco causou grandes privações também à população civil da cidade. A guarnição de Vicksburg, com 29 500 homens rendeu-se em 4 de Julho, com efeitos catastróficos para o futuro da Confederação.

## Consequências
Além das baixas que a Confederação não teria como repor, a tomada da cidade pela União resultou na divisão da confederação em duas partes, alijando os exércitos rebeldes no leste de áreas de recrutamento e de produção agrícola fundamentais para o esforço de guerra. O tremendo impacto da rendição sobre o moral dos combatentes e da população civil do sul seria ainda potencializado pelas notícias de outra importante derrota ocorrida praticamente ao mesmo tempo na frente oriental – a Batalha de Gettysburg. Do outro lado, essas duas vitórias resgatariam o moral nortista, então em baixa pelos sucessivos fracassos do Exército do Potomac na frente oriental, assegurando a reeleição do presidente republicano Abraham Lincoln na disputa com o candidato democrata George B. McClellan, na eleição presidencial de 1864.